# نزعة تشيكوسلوفاكية
النزعة التشيكوسلوفاكية مفهوم يركز على المعاملة بالمثل بين التشيك والسلوفاك. اشتهرت النزعة التشيكوسلوفاكية بأنها أيديولوجيا ترى بأن هناك أمة تشيكوسلوفاكية واحدة، على الرغم من أنها قد تبدو برنامجًا سياسيًا لأمتين تعيشان في دولة واحدة. بلغت النزعة التشيكوسلوفاكية ذروتها بين عامي 1918 و1938، حين أصبحت بصفتها نظرية أمة واحدة المذهب السياسي الرسمي لتشيكوسلوفاكيا، وكان ممثلها الأشهر توماس ماساريك. باتت صلاحية النزعة التشيكوسلوفاكية بصفتها أيديولوجيا أو مفهوم سياسي مستهلكة تقريبًا اليوم، وبقاياها هي مشاعر عامة بتعاطف ثقافي سائد بين العديد من التشيكيين والسلوفاك.

## سوابق
باستثناء نحو 70 عامًا لمورافيا العظمى خلال العصور الوسطى، لم تعش شعوب حوض أنهار إلبه الأعلى ومورافا وفاه ونيترا وهورناد في دولة مشتركة على الإطلاق. وعلى مر العصور بدأت هذه الشعوب تطور ببطء هويات متنوعة لا تكون بالضرورة متصارعة، مثل التشيكية والبوهيمية والمورافية والسلافية والسلوفاكية والسلوفاجكية والتشيكوسلافية والمجروسلافية، ومفاهيم أخرى هجينة أيضًا. ربما بنيت هذه الهويات بناء على أسس سلالية أو إثنية أو ثقافية أو دينية أو إقليمية، وربما أنها احتضنت من قبل جماعة متنوعة، من مثقفين قلائل إلى جماهير ريفية كبيرة. والتيار الذي شدد على بعض أبعاد مشتركة عامة بين الشعب السلافي الذي كان يعيش في الغرب وشرقي جبال كاربات البيضاء كان يستند في ذلك إلى اللغة. في أواخر القرن السادس عشر ترجم الكتاب المقدس بالكامل للمرة الأولى إلى اللغة التشيكية من اللغات الأصلية وباتت نسخته المكتوبة باللغة العامية تعرف بإنجيل كرالس. في أوائل القرن السابع عشر اعتُمد إنجيل كراليس ومعياره اللغوي، الذي عرف لاحقًا باسم بيبليستينا، للاستخدام الديني في الجماعات السلافية البروتستانتية في غرب وشرق جبال كاربات البيضاء.
في القرن الثامن عشر مضت الدوائر البروتستانتية السلافية التي تركزت في براتيسلافا أبعد من استخدام ديني صرف للبيبليستينا، وفصّلت في مفهوم أوسع للثقافة المشتركة، يتشاركه كامل الشعب المرتبط بالشعب التشيكي. في عام 1793، عمل جوراج ريباي على مخطط أولي لمؤسسة تعليمية تستند إلى اللغة التشيكية، وبفضل جهود بوهوسلاف تابليتش ومارتن هاماليار في عام 1803 افتتحت مؤسسة بريسبورغ كرسي «الأدب التشيكوسلوفاكي»، وفي العقد الثاني من القرن التاسع عشر بدأ جوراج بالكوفيتش بنشر تيدينيك أنيب سيسارسكي كرالوفسكي نارودني نوفيني، التي كانت جريدة أسبوعية كانت تؤيد قضية تشيكية مشتركة، وفي عام 1829 أسس عدد من الباحثين جمعية سبوليكنوست سيسكو سلوفناسكا، التي كانت جمعية تعليمية وثقافية أسست أفرعًا لها في الشرق، كيجماروك وليفوتشا مثلًا، وأسس بعض الناشطون شبكة مكتبات حاولت الترويج للأدب التشيكي. لم تروج هذه المبادرات تمامًا لقضية تشيكية وسلوفاكية مشتركة، إذ كانت الهوية السلوفاكية غامضة في تلك الفترة إلى درجة كبيرة، بل حاولوا الترويج للتشيك بصفتها نموذجًا ثقافيًا للشعب السلافي في المجر العليا.
بلغ تيار بناء جماعة سلافية مشتركة تتركز حول الثقافة التشيكية ذروته في أواسط القرن التاسع عشر بفضل نشاط جوزيف سافاريك وبشكل خاص يان كولار، وكان الأخير نفسه خريج مؤسسة بريسبورغ. كان كولار شاعرًا واشتراكيًا وسياسيًا، وبث أفكار القومية السلافية بصفته منظرًا أيديولوجيًا. كتب معظم عمله الأعظم بلغة تشيكية قديمة، على الرغم من أنه حاول في الأربعينيات من القرن التاسع عشر أن يدمج معها بعض السمات السلوفاكية. إلا أنه واجه معارضة من زاويتين. حادت النزعة نحو بناء لغة أدبية سلوفاكية، بدأت عبر بيرنولاك لمواجهة البروتستانتية بصورة رئيسية والتي كانت أساسًا في أواخر القرن التاسع عشر، عن القضايا الدينية واتخذت شكلًا وطنيًا بصورة حاسمة، ومع التمجيد الذي نالته من قبل ستور وهوربان وهودجا، عارضت هذه النزعة الجانب الذي تركز حول التشيك. من الجهة الأخرى اعتبر ممثلون للرؤية الثقافية التشيكية البحت مثل جونغمان وبالاكي مقيمون في براغ أن جهود كولار كانت ضارة. وكانت النتيجة أنه مع وفاة سافاريك وكولار كانت فكرة وحدة لغوية تستند إلى اللغة التشيكية تموت بصورة تدريجية أيضًا.

## قومية تشيكوسلوفاكية
في أواخر القرن التاسع عشر انحسر مفهوم النزعة تشيكية التمركز في مناخ ثقافي عام. كانت المناصب التعليمية التي تؤيد قضية مشتركة قليلة ومعزولة ومحدودة الأثر. في عام 1882 أسس الطلاب السلوفاك في براغ منظمة ديتفان، التي كانت منظمة جمعت تمويلًا لإرسال سلوفاك إلى جامعة تشيكية وجامعة كارلوفا في براغ، وتطورت في عام 1895 إلى وحدة تشيكوسلوفانسكا. أثارت بعض الأحداث التي تنظم لمرة واحدة، مثل المعرض الإثنوغرافي التشيكي السلوفاكي في عام 1895 اهتمامًا كبيرًا، على الرغم من أن تلك الأحداث لم تكن متركزة بالضبط حول قضية تشيكية سلوفاكية مشتركة. وكانت حولية هلاس، التي تأسست عام 1892 في سزاكولكا، من الحوليات الرئيسية، وبات محرروها، الذين ترأسهم فافرو سروبار، يعرفون ب «هلاسيسي». وكانت هناك حولية أخرى، أقل أهمية بكثير، هي برودي، التي بدأت بالصدور منذ عام 1909 في براغ. كانت درجة الاندماج الاجتماعي هامشية، إذ كان هناك بضع مئات من الطلاب السلوفاك في براغ وربما عدد أقل بكثير من التشيك في بريسبورغ. كان معدل الزيجات المختلطة بين التشيكيين والسلوفاك متدنيًا، وأقل من الزيجات المختلطة بين التشيك والألمان من جهة وبين السلوفاك والمجريين من جهة أخرى. لم تكن هناك أحزاب سياسية تشيكية سلوفاكية مشتركة أو منظمات اجتماعية أو ترفيهية أو رياضية أو ثقافية. إلا أن عددًا من المطبوعات التشيكية، بما ذلك الحوليات عالية الجودة، كانت قد حققت شعبية في المناطق المأهولة من قبل السلوفاك.
باستثناء مقترح بالاكي في عام 1848، لم يرغب السياسيون من كلا الطرفين أن يذهبوا أبعد من حدود الدولة عند وضعهم لمسودة تصاميمهم. ركز التشيكيون على نيل نوع من الاستقلال الذاتي السياسي ضمن النمسا، والذي كان يطالب به عادة في مقاطعات بوهيميا ومورافيا وسيليسيا. استندت هذه المطالب إلى المحاججات التاريخية التي ارتبطت بما سمي أراضي التاج التشيكي، إذ لم تكن الأراضي الناطقة باللغة السلوفاكية في أي يوم جزء من الفكرة، والإشارة إلى قضية سلوفاكية تشيكية مشتركة كانت ستفسد هذا المنطق. كافح السلوفاكيون للتأقلم مع إقليم ماغيارايزيشن الذي كان تحت رعاية الدولة، واكتفوا بأن يبنوا شبكة مؤسساتية للمناصب التعليمية والثقافية ضمن المجر، وكانت حظوظهم ضعيفة إلى حد كبير في التأثير على السياسة المجرية الرسمية مع وجود مندوب واحد فقط إلى برلمان بودابست. حتى عام 1914 لم يؤيد لا التشيكيون ولا السلوفاك الاستقلال، بصرف النظر عن استقلال دولة مشتركة لكل من السلوفاك والتشيكيين.
على الرغم من أن صفات مثل «تشيكوسلوفاكي» وبصورة أقل بكثير «سلوفاكي تشيكي» كانا مستخدمين في كلتا اللغتين (غالبًا ما كان ذلك يمثل النوع التشيكي من السلافيين)، لم يكن مصطلح «النزعة التشيكوسلوفاكية» قيد الاستخدام قبل عام 1914. وعند تطبيقه بأثر رجعي على تلك الفترة، فيمكن أن يكون قد دل على 4 مفاهيم مختلفة للتشارك: 1\ أن السلوفاك يشكلون جزء من الأمة التشيكية 2\ أن السلوفاك فرع مختلف إلى حد ما عن الشعب التشيكي 3\ أن السلوفاك والتشيكيين مكونان متساويان لأمة تشيكوسلوفاكية واحدة 4\ أن السلوفاك والتشيكيين أمم منفصلة توحدت عن طريق مصالح سياسية مشتركة. يبدو أن معظم المتحدثين باللغة التشيكية كانوا يميلون إلى تصور المتحدثين باللغة السلوفاكية من خلال وجهتي النظر الأوليين: بالنسبة لهم كان «السلوفاك» شأنهم شأن «المورافيين»، إلا أنهم كانوا أشد فقرًا وأكثر تخلفًا. كان الناطقون باللغة السلوفاكية أقل تقدمًا بكثير من ناحية تبني هوية مشتركة، واعتبر البعض أنفسهم جزء من قبيلة تشيكوسلوفاكية من الأمة السلافية، واعتبر البعض أنفسهم سلوفاك والبعض سلاف مجريين شبيهين بالتشيك. إلا أن معظمهم كان يمتلك مسبقًا مفهومًا معينًا حول الفردية السلوفاكية.